# Catherine Pégard
Catherine Pégard, née le 5 août 1954 au Havre (Seine-Maritime), est une journaliste politique française.
Elle a accompli l'essentiel de sa carrière au Point dont elle fut rédactrice en chef.
Elle est nommée, à la mi-mai 2007, à l'Élysée, conseillère du président de la République, Nicolas Sarkozy, chargée du « pôle politique » de l'Élysée à compter du 15 mars 2008. Elle est présidente de l'établissement public du château, du musée et du domaine national de Versailles d'octobre 2011 à mars 2024

## Carrière Professionnelle
Lycéenne, elle fait ses premiers pas dans le journalisme sous la houlette de Roger Campion, rédacteur en chef de la Presse havraise.
Après des études d'histoire et de sciences politiques, Catherine Pégard commence sa carrière de journaliste en 1977, au quotidien J'informe, lancé par Joseph Fontanet et qui eut une durée de vie des plus brèves (du 19 septembre au 15 décembre 1977). De 1978 à 1982, elle entre au service politique du Quotidien de Paris (Groupe Quotidien), le journal dirigé par Philippe Tesson.

### AuPoint
En 1982, elle entre au Point, comme journaliste au service politique, dirigé alors par André Chambraud. Elle y couvre plus particulièrement le secteur de la droite parlementaire. Lorsque Denis Jeambar devient rédacteur en chef du service politique, elle devient rédactrice-en-chef adjointe, puis rédactrice-en-chef après le départ de Denis Jeambar pour Europe 1. Au Point, Catherine Pégard publie chaque semaine un « bloc-notes politique » nourri dans les coulisses de la politique. Parallèlement, elle débat de l’actualité politique sur Radio Classique avec Jean-Marc Lech. À partir d'octobre 2004, elle coanime également l'émission Les Femmes et les Patrons d'abord sur Paris Première, aux côtés d'Alexandra Golovanoff.
« Ses papiers, informés, maîtrisés, l'ont hissée au rang des journalistes qui comptent et qui contribuent, à leur place, à la formation du jugement des citoyens » écrit d'elle dans son blog le journaliste Jean-Michel Aphatie.

### À l'Élysée
Catherine Pégard quitte Le Point pour être aussitôt nommée conseillère du président dès les premiers jours de l'installation de Nicolas Sarkozy. La nomination comme conseillère du président d'une journaliste d'un grand média, rédactrice en chef du Point, suscite une controverse.
Conseillère du président de la République sans étiquette depuis mai 2007, Catherine Pégard prend à la mi-mars 2008 la tête du nouveau « pôle politique » créé à la présidence, intégrant le carré des plus proches collaborateurs du président. Elle y est secondée par Jérôme Peyrat, le conseiller chargé des relations avec le Parlement. Le conseiller à l'Outre-Mer, Olivier Biancarelli, renforce ensuite les effectifs de cette cellule, et y prend un rôle prépondérant.
Catherine Pégard est par la suite chargée de dossiers culturels à l'Élysée[Lesquels ?].

### Au château de Versailles
Catherine Pégard est nommée à la présidence de l'établissement public du château de Versailles lors du conseil des ministres du 31 août 2011, avec une prise de fonction le 2 octobre,, pour succéder à Jean-Jacques Aillagon, qui avait atteint la limite d'âge.
La nomination de Catherine Pégard, journaliste politique, est dénoncée publiquement par quelques professionnels du patrimoine, regrettant qu'elle ne possède pas d'expérience dans la gestion d'une administration culturelle,,,, ainsi que par des commentateurs politiques parlant de « fait du prince »,.
Elle est reconduite à son poste pour trois ans en septembre 2016, avec comme bilan l'ouverture de 6 000 m2 de salles supplémentaires au public, une fréquentation en hausse de 4 % jusqu'en 2015, une politique de mécénat ayant réussi à réunir 70 millions d'euros, des grands travaux de restauration (dont les bassins de Latone et les espaces d'accueil) ou encore la réouverture de la galerie des Carrosses, mais aussi des critiques, comme avoir accepté l'argent de l'homme d'affaires coréen controversé Yoo Byung-Eun, l'achat de meubles contrefaits ou l'exposition dans le parc du Dirty Corner, œuvre d'Anish Kapoor, rebaptisée par ce dernier le Vagin de la reine,,. C'est aussi sous son mandat qu'est conduit le projet d'aménagement des espaces d'accueil du public dans le pavillon Dufour, réalisé par l'architecte Dominique Perrault.
En juillet 2019, elle est de nouveau reconduite pour un dernier mandat de trois ans, jusqu'en 2022. Dans un rapport publié le 7 novembre 2023, la Cour des comptes critique la décision de son maintien qui contrevient aux limites d’âge et de mandats de l’établissement public. Son maintien, selon la Cour, « pourrait même être assimilé à une forme de détournement de pouvoir dans la mesure où l’absence de désignation d’un successeur depuis déjà plus de vingt-sept mois résulte d’une carence qui traduit de la part de l’État sinon une volonté délibérée de l’État, du moins un manque d’anticipation ». Elle est remplacée en mars 2024 par Christophe Leribault.

## Décorations
- Officier de la Légion d'honneur (2022)[22]
- Officier de l'ordre national du Mérite : elle est directement promue au grade d'officier par décret du 6 avril 2012 pour récompenser ses trente-neuf ans de services[23].
- Commandeur de l'ordre des Arts et des Lettres par l'arrêté du 13 février 2015[24].
- Ordre du Soleil Levant, rayons d'or en sautoir[25]

## Autre source
- Charles Jaigu, « À l'Élysée, Catherine Pégard, celle qui sait et qui se tait », Le Figaro, 23 avril 2008